# Hypographa hiracopis
Hypographa hiracopis là một loài bướm đêm trong họ Geometridae.